# 후지이 도모야
후지이 도모야(일본어: 藤井 智也, 1998년 12월 4일~)는 일본의 축구 선수이다.

## 구단 경력
그는 2020년 J1리그의 산프레체 히로시마에 입단했다. 2022년에 J리그컵 우승을 차지했다. 2022년까지 71경기에 출전하여, 2득점을 넣었다. 2023년 가시마 앤틀러스로 이적했다. 2025년 쇼난 벨마레로 이적했다.